# 邯鄲礦業集團
冀中能源邯鄲礦業集团有限公司（Jizhong Energy Handan Mining Group Company Limited），冀中能源集團旗下公司，是以煤炭采选為主，其次是发电、钢铁、炼焦、水泥、玻纤等業務。它的总部位于河北邯鄲。董事長為班士杰。
其集團前身為邯鄲礦務局，是在1958年開始成立，2002年開始改組，2005年12月開始和邢礦集團組成河北金牛能源集团有限公司，到了2008年6月，統一組成冀中能源集團有限責任公司。